# Hector Leak
Hector Leak CBE (23 juillet 1887 - 5 avril 1976) est un statisticien britannique. Il est nommé CBE en 1942. Il est également président de la Royal Statistical Society pendant une courte période en 1941. Il reçoit la médaille d'argent Guy en 1940.